# Sylvia Kemboi
Sylvia Kemboi (* 11. Dezember 1988) ist eine kenianische Geherin.

## Karriere
Bei den Kenianischen Meisterschaften 2018 belegte sie den dritten Platz im 20-km-Gehen.
Bei den Kenianischen Meisterschaften 2019 belegte sie wieder den dritten Platz im 10.000-Meter-Bahngehen.
Sie belegte bei den Afrikameisterschaften 2022 den dritten Platz im 20-km-Gehen.
Kemboi siegte bei den Kenianische Meisterschaften 2022 im 20-km-Gehen.
Sie belegte den zweiten Platz bei den Kenianischen Meisterschaften 2023 im 20-km-Gehen.